# سمکلوی سفلی
سمکلوی سفلی یک روستا در ایران است که دربخش انجیرلو واقع شده‌است. سمکلوی سفلی ۸۳ نفر جمعیت دارد.